# Alfred Babcock
Alfred Babcock (* 15. April 1805 in Hamilton, Madison County, New York; † 16. Mai 1871 in Galesburg, Illinois) war ein US-amerikanischer Politiker. Zwischen 1841 und 1843 vertrat er den Bundesstaat New York im US-Repräsentantenhaus.

## Werdegang
Alfred Babcock besuchte die öffentlichen Schulen seiner Heimat und die Gaines Academy in Gaines. Nach einem anschließenden Medizinstudium und seiner Zulassung als Arzt begann er dort in seinem Beruf zu arbeiten. Im Jahr 1839 wurde er auch in den dortigen Gemeinderat gewählt. Politisch gehörte er der Whig Party an.
Bei den Kongresswahlen des Jahres 1840 wurde Babcock im 33. Wahlbezirk von New York in das US-Repräsentantenhaus in Washington, D.C. gewählt, wo er am 4. März 1841 die Nachfolge von Charles F. Mitchell antrat. Bis zum 3. März 1843 konnte er eine Legislaturperiode im Kongress absolvieren. Diese Zeit war von den Spannungen zwischen Präsident John Tyler und den Whigs belastet. Außerdem wurde damals bereits über eine mögliche Annexion der seit 1836 von Mexiko unabhängigen Republik Texas diskutiert.
Nach dem Ende seiner Zeit im US-Repräsentantenhaus praktizierte Alfred Babcock wieder als Anwalt in Gaines. Im Jahr 1850 verlegte er seinen Wohnsitz und seine Praxis nach Galesburg in Illinois. Dort ist er am 16. Mai 1871 auch verstorben.